# Celleriit
Das Mineral Celleriit ist ein seltenes Ringsilikat aus der Turmalingruppe mit der idealisierten chemischen Zusammensetzung ◻(Mn2+2Al)Al6(Si6O18)(BO3)(OH)3OH.
Anhand äußerer Kennzeichen ist Celleriit nicht von anderen, ähnlich gefärbten Turmalinen wie Schörl, Oxy-Schörl, Foitit oder Elbait und Princivalleit zu unterscheiden. Sie kristallisieren mit trigonaler Symmetrie und bilden blauschwarze, oft gut ausgebildete, prismatische Kristalle von einigen Millimetern bis Zentimetern Größe. Im Dünnschliff zeigen sie einen starken Pleochroismus von blass lavendelfarben nach blauschwarz. Wie alle Minerale der Turmalingruppe sind sie pyroelektrisch und piezoelektrisch.
Celleriit ist bislang nur an seinen beiden Typlokalitäten zweifelsfrei nachgewiesen worden. Sie bilden sich in granitischen Elbait-Pegmatiten.

## Etymologie und Geschichte
Bereits 1798 konnte Wondraschek rund 3 Gew-% Braunstein (MnO) in einem rötlichen Turmalin aus Mähren nachweisen. In Pegmatiten auf Madagaskar beschrieben Louis Duparc, Max Wunder und René Sabot 1910 gelbe Turmaline mit rund 5 Gew-% MnO. Eine Zusammenstellung der wichtigsten Vorkommen gelber Manganturmaline geben William B. Simmons und Mitarbeiter 2011. Sie dokumentieren MnO-Gehalte zwischen 3,2 und 8,90 Gew-% (0,44–1,25 apfu), wobei die größten Mangangehalte in Turmalinen aus Madagaskar und von der Insel Elba (Grotta dʼOggi, San Piero in Campo) gefunden wurden. Analog zu den Endgliedern der Eisenturmaline geben sie 4 hypothetische Endgliedzusammensetzungen für Manganturmaline an:
- Mn-Dravit (Tsilaisit): NaMn3Al6Si6(OH)3(OH)
- Oxi-Mn-Dravit: NaMn2AlAl6Si6(OH)3O
- Mn-Foitit: ◻Mn2AlAl6Si6(OH)3(OH)
- Oxi-Mn-Foitit: ◻MnAl2Al6Si6(OH)3O

In den aplitischen Gängen des Pegmantits vom Grotta dʼOggi wurde in den folgenden Jahren der Mn-Dravit Tsilaisit (2011) und dessen Fluor-Äquivalent Fluor-Tsilaisit (2012) beschrieben. Im Rosina Pegmatit, ebenfalls bei San Piero in Campo auf Elba, konnte 2019 das Mangan-Äquivalent von Foitit nachgewiesen werden. Er erhielt den Namen Celleriit, zu Ehren des Mineralogen Luigi G. Celleri (1828–1900) aus San Piero in Campo vergeben, der in der zweiten Hälfte des 19. Jahrhunderts an der Entdeckung zahlreicher Pegmatite beteiligt war. Er sammelte viele außergewöhnliche Stufen mit Turmalinen die heute bedeutende Teile der historischen Mineralogischen Sammlung der Universität Florenz ausmachen.

## Klassifikation
In der strukturellen Klassifikation der International Mineralogical Association (IMA) gehört Celleriit zusammen mit Magnesio-Foitit und Foitit zur Leerstellen-Untergruppe 1 der Leerstellen-Gruppe in der Turmalinobergruppe.
Da Celleriit erst 2019 als eigenständiges Mineral anerkannt wurde, ist er weder in der zuletzt 2009 aktualisierten Systematik der Minerale nach Strunz (9. Auflage), noch in der vorwiegend im englischen Sprachraum gebräuchlichen und zuletzt 1997 aktualisierten Systematik der Minerale nach Dana aufgelistet.
In beiden klassischen Systematiken existiert eine Turmalingruppe. Daher würde Cellerit entsprechend seiner Zusammensetzung und Kristallstruktur voraussichtlich dort eingruppiert werden. In der Strunz’schen Systematik würde er zusammen mit Chromdravit (heute Chrom-Dravit), Dravit, Elbait, Feruvit, Fluor-Buergerit (ehemals Buergerit), Liddicoatit, Magnesiofoitit, Olenit, Povondrait, Rossmanit, Schörl, Uvit und Vanadiumdravit (Rd, heute Oxy-Vanadium-Dravit) die „Turmalingruppe“ mit der System-Nr. 9.CK.05 und in der Dana-Systematik zusammen mit Foitit, Magnesio-Foitit und Rossmanit die „Foitit-Untergruppe“ mit der System-Nr. 61.03a.01 bilden.

## Chemismus
Celleriit ist das ◻-Al-Analog von Tsilaisit bzw. das Mangan-Analog von Foitit und hat die idealisierte Zusammensetzung [X]◻[Y](Mn2+2Al)[Z]Al6([T]Si6O18)(BO3)[V](OH)3[W](OH), wobei [X], [Y], [Z], [T], [V] und [W] die Positionen in der Turmalinstruktur sind. Für den Celleriit aus der Typlokalität (Rosina Pegmatit, San Piero in Campo, Elba, Italien) wurde folgende Strukturformel ermittelt:
- [X](Na0,42◻0,58) [Y](Li0,28Fe2+0,16Mn2+1,39Mg2+0,01Al1,14Fe3+0,01Ti4+0,01) [Z]Al6 [T](Si5,99Al0,01)O18(BO3)3[V](OH)3 [W][(OH)0,65F0,03O0,32]

Die Zusammensetzung des Mangan-Turmalins aus der Co-Typlokalität (Pikárec Pegmatit, westliches Mären, Tschechien) wird von Princivalleit dominiert und angegeben mit:
- [X](Na0,49◻0,51) [Y](Li0,17Fe2+0,50Mn2+0,90Zn2+0,04Al1,36Fe3+0,04) [Z]Al6 [T](Si5,75Al0,25)O18(BO3)3[V](OH)3 [W][(OH)0,35F0,17O0,48].

Die natürlichen Celleriite sind komplexe Mischkristalle der Endglieder Celleriit, Princivalleit, Fluor-Celleriit, Foitit, Oxy-Foitit, Fluor-Foitit und einem hypothetischen Na-Al-Al-Al-Turmalin. Lithiumgehalte gehen auf Mischkristallbildung mit Elbait oder Darrellhenryit zurück.

## Kristallstruktur
Celleriit kristallisiert mit trigonaler Symmetrie in der Raumgruppe R3m (Raumgruppen-Nr. 160) mit 3 Formeleinheiten pro Elementarzelle. Die Gitterparameter des natürlichen Mischkristalls aus der Typlokalität sind: a = 15,9518(4) Å, c = 7,1579(2) Å.
Die Kristallstruktur ist die von Turmalin. Die von 9 bis 10 Sauerstoffen umgebene X-Position ist nicht besetzt, die oktaedrisch koordinierte [Y]-Position ist gemischt besetzt mit zwei Mangan (Mn2+) und ein Aluminium (Al3+) und die kleinere, ebenfalls oktaedrisch koordinierte [Z]-Position enthält (Al3+). Silizium (Si4+) besetzt die tetraedrisch koordinierte [T]-Position und die [W]-Anionenposition ist mit einer (OH)−-Gruppe besetzt.

## Bildung und Fundorte
Bei der Kristallisation von Pegmatiten kann die Restschmelze durch Bildung eisenreicher Minerale wir z. B. Schörl an Eisen verarmen und Mangan anreichern. Ist dann noch ausreichend Bor vorhanden, können in der Spätphase der Kristallisation manganreiche Turmaline gebildet werden. Sie kristallisieren meist auf zuvor gewachsenen Turmalinkristallen in Form von Kappen an den Kristallenden oder manganreichen Bereichen in komplex zonierten Kristallen.
In der Typlokalität, dem Rosina Pegmatit bei San Piero in Campo auf der Insel Elba in Italien, tritt Celleriit in Form von blauvioletten Kristallenden von grünen und gelben Turmalinen auf. Er findet sich in Miarolen im Kernbereich eines asymmetrisch zonierten LCT-Pegmatites (mit Lithium, Cäsium und Tantal angereichert) zusammen mit Quarz, Albit, Kalifeldspat, den Schichtsilikaten Lepidolith und Petalit, Elbait-, Fluor-Elbait- und Rossmanit-reichen Turmalinen, Beryll, Cassiterit, Columbit-(Mn) sowie den Zeolithen Pollucit, Laumontit, Stilbit und Heulandit auf.
Im Pikárec Pegmatit, einem granitischen Elbait-Pegmatit bei Pikárec in der Okres Žďár nad Sázavou, Kraj Vysočina, Tschechien, der Co-Typlokalität, tritt Princivalleit und Celleriit in 2–5 mm breiten Zonen in grünen bis braungrünen, manganreichen Elbait auf. Der Randbereich der Kristalle besteht aus blass rosa Fluor-Elbait und die Zusammensetzung der dunklen, blauen bis violetten Kristallenden variiert zwischen Oxy-Schörl und Foitit. Diese komplex zonierten Kristalle treten zusammen mit Albit (Varietät Cleavelandit), Quarz und Kalifeldspat auf.